# Liste der Einträge im National Register of Historic Places im Bollinger County

Lage des Bollinger Countys in Missouri

Die Liste der Einträge im National Register of Historic Places im Bollinger County in Missouri führt die aktuell gelisteten Bauwerke und historischen Stätten im Bollinger County auf, die in das National Register of Historic Places aufgenommen wurden.
| [ 3 ] | Name                                            | Bild                                            | Eintragsdatum        | Lage                                            | Ort         | Beschreibung |
| ----- | ----------------------------------------------- | ----------------------------------------------- | -------------------- | ----------------------------------------------- | ----------- | ------------ |
| 1     | Will Mayfield College Arts and Science Building | Will Mayfield College Arts and Science Building | 2005 ID-Nr. 99001159 | 207 Mayfield Drive 37° 18′ 31″ N, 89° 58′ 28″ W | Marble Hill |              |